# Waldo Rubio
Waldo Rubio Marín (Badajoz, 17 augustus 1995) is een Spaans voetballer die in het seizoen 2021/22 door Real Valladolid wordt uitgeleend aan Cercle Brugge.

## Carrière
Rubio genoot zijn jeugdopleiding bij CP Flecha Negra en Recreativo de Huelva. In het seizoen 2014/15 maakte hij zijn debuut in het B-elftal van laatstgenoemde club in de Tercera División. Op 25 oktober 2015 maakte hij zijn officiële debuut in het eerste elftal van de club: in de competitiewedstrijd tegen FC Cartagena (1-1) mocht hij in de 73e minuut invallen voor Ernesto Cornejo. Rubio speelde in zijn debuutseizoen 22 wedstrijden in de Segunda División B.
In juli 2017 verhuisde Rubio naar Córdoba CF, waar hij in eerste instantie aansloot bij het B-elftal in de Segunda División B. Rubio speelde in het seizoen 2017/18 slechts twee competitiewedstrijden in het eerste elftal, dat toen uitkwam in de Segunda División A. Op het einde van het seizoen verhuisde hij naar Real Valladolid, waar hij opnieuw eerst aansloot bij het tweede elftal. In zijn debuutseizoen mocht hij er evenwel toch al proeven van de Primera División: van de 30e tot en met de 37e speeldag kwam hij acht wedstrijden op rij in actie in het eerste elftal. Op de 36e speeldag scoorde hij het enige doelpunt in de 1-0-zege van Valladolid tegen Athletic Bilbao. Rubio sloot vervolgens definitief aan bij het eerste elftal.
Nadat hij in het seizoen 2020/21 wat minder aan spelen toekwam bij Real Valladolid, werd hij in het seizoen daarop uitgeleend aan de Belgische eersteklasser Cercle Brugge. Daar was hij in zijn eerste twee officiële wedstrijden meteen goed voor een doelpunt, telkens als invaller. Dit leverde telkens een punt op, want in beide wedstrijden sleepte Cercle Brugge zo een 1-1-gelijkspel uit de brand.
1 Warleson ·
2 Diakité ·
3 Utkus ·
4 Gomis ·
5 Perrin ·
6 Agyekum ·
7 Efekele ·
8 Nunes ·
10 Augusto ·
11 Minda ·
13 Brunner ·
14 Mpanzu ·
15 Magnée ·
17 Francis ·
18 Miangue ·
20 Nazinho ·
21 Delanghe ·
22 Bayo ·
23 Jurado ·
27 De Wilde ·
28 Van der Bruggen ·
30 Bruninho ·
34 Somers  ·
66 Ravych ·
76 Lietaert ·
77 Ngoura ·
84 Langenbick ·
89 Room ·
90 Kakou ·
99 Ouattara ·
Coach: De Wulf 